# Хишам ибн Урва
Абу-ль-Мунзир Хишам ибн Урва аль-Кураши (араб.  أبو المنذر هشام بن عروة‎; 680, Медина — 763, Багдад) — один из старейших табиев, хадисовед (мухаддис) и знаток исламского права (факих).

## Рождение и происхождение
Хишам родился в Медине 10 мухаррама 680 года, в день мученической гибели внука пророка Мухаммеда Хусейна ибн Али. Хишам был внуком влиятельного мусульманского деятеля аз-Зубайра ибн ал-‘Аввама, одного из десяти сподвижников, которые, согласно исламской традиции, были обрадованы раем при жизни.

## Деятельность
Хишам ибн ‘Урва длительное время жил в Медине, а затем переехал в Куфу, где преподавал хадисы. Спустя некоторое время он прибыл в Багдад, где аббасидский халиф ал-Мансур оказал ему тёплый приём, после чего он остался жить в городе до своей смерти. Согласно свидетельству самого Хишама, когда ему было около десяти лет, он впервые встретил ‘Абдаллаха ибн ‘Умара, и тот погладил его по голове и помолился за него.
С детских лет он посещал занятия мусульманских учёных и обучался религиозным дисциплинам. Он встречался с известными сподвижниками Сахлем ибн Садом, Джабиром ибн Абдуллахом и Анасом ибн Маликом.
Хишам рассказывал хадисы со слов своего отца Урвы ибн Зубайра, дяди Абдуллаха ибн аз-Зубайра, двух своих братьев Абдуллаха и Усмана, сына дяди Аббада ибн Абдуллаха ибн аз-Зубайра и его сына Яхьи ибн Аббада, Аббада ибн Хамзы ибн Абдуллаха ибн аз-Зубайра, своей жены Фатимы бинт аль-Мунзир ибн аз-Зубайр, Амра ибн Хамзы, Ауфа ибн Хариса ибн Туфайла, Абу Саламы ибн Абдуррахмана, Ибн Мункадира Вахба ибн Кайсана, Салиха ибн Салиха, Абдуррахмана ибн Сада, Мухаммада ибн Али ибн Абдаллаха ибн Аббаса и многих других. В свою очередь с его слов хадисы рассказывали Айюб ас-Сахтияни, Убайдаллах ибн Умар, Мамар, Ибн Джурайдж, Ибн Исхак, Ибн Аджлан, Хаммад ибн Зейд, Юунус ибн Язид, Шуба, Малик ибн Анас, Суфьян ас-Саури, Суфьян ибн Уяйна, Усама ибн Хафс, Шурайк ибн Абдуллах, Абдуллах ибн аль-Мубарак, Иса ибн Юнус, Ваки ибн аль-Джаррах и многие другие. По словам Али аль-Мадини, Хишам ибн Урва передал около 400 хадисов, но аз-Захаби сообщает, что он передал около 1000 хадисов.

## Похвала учёных
Яхья ибн Маин и другие хадисоведы считали Хишама ибн Урву надёжным и достойным доверия передатчиком хадисов. Вухайб ибн Халид сравнивал его с такими выдающимися табиями, как Ибн Сирин и Хасан аль-Басри".
Ибн Сад сказал: «Хишам ибн Урва — надёжный и заслуживающий доверия передатчик. Он передал много хадисов, и является непререкаемым авторитетом в этой области». Такую же высокую оценку ему дали Абу Хатим ар-Рази и Ибн Хиббан.

## Кончина
Хишам ибн Урва скончался в Багдаде в 763 году и был похоронен на кладбище аль-Хайзаран. Заупокойную молитву по нему совершил халиф аль-Мансур.